# Дриманова, Мария Дмитриевна
Мария Дмитриевна Дриманова, в девичестве — Педченко (укр. Марія Дмитрівна Педченко (Дріманова); род. 17 ноября 1929 года) — доярка совхоза имени Суворова Снигирёвского района Николаевской области, Украинская ССР. Герой Социалистического Труда (1958). Депутат Верховного Совета УССР 5-го созыва.
С середины 1940-х годов трудилась дояркой в колхозе имени Суворова Снигирёвского района. В 1957 году получила высокие надои молока. Указом Президиума Верховного Совета СССР от 26 февраля 1958 года удостоена звания Героя Социалистического Труда «за особые заслуги в развитии сельского хозяйства и достижение высоких показателей по производству зерна, сахарной свеклы, мяса, молока и других продуктов сельского хозяйства и внедрение в производство достижений науки и передового опыта» с вручением ордена Ленина и золотой медали «Серп и Молот».
Избиралась депутатом Верховного Совета УССР 5-го созыва.
После выхода на пенсию проживала в Николаеве.